# Monstrilla anglica
Monstrilla anglica is een eenoogkreeftjessoort uit de familie van de Monstrillidae. De wetenschappelijke naam van de soort is voor het eerst geldig gepubliceerd in 1857 door Lubbock.